# Mimi Polk Gitlin
Mimi Polk Gitlin és una dona estatunidenca productora de cinema.

## Filmografia
- 1987: Someone to Watch Over Me
- 1991: Thelma & Louise
- 1992: 1492: Conquest of Paradise
- 1994: Monkey Trouble
- 1994: The Browning Version
- 1996: White Squall
- 1999: Clubland
- 2000: Amazing Grace
- 2000: Trossets picants (Picking Up the Pieces)
- 2002: Trapped